# Lothar Stäber
Lothar Stäber (* 1. April 1936 in Erfurt) ist ein deutscher Radrennfahrer, der für den SC Dynamo Berlin/Sportvereinigung Dynamo startete.

## Sportliche Laufbahn
Größter Erfolg seiner Karriere war neben anderen Titeln der Gewinn der Silbermedaille bei den Olympischen Sommerspielen 1960 in Rom im Tandemrennen mit Jürgen Simon. Im Velodromo Olimpico mussten sich beide dem italienischen Team mit Giuseppe Beghetto und Sergio Bianchetto geschlagen geben.
Im nacholympischen Jahr 1961 wurde Lothar Stäber mit seinem neuen Partner Senger DDR-Meister im Tandemfahren vor dem Duo Jürgen Simon / Konrad Irmschler.

## Auszeichnungen (Auswahl)
- 1960: Vaterländischer Verdienstorden in Bronze